# Robin

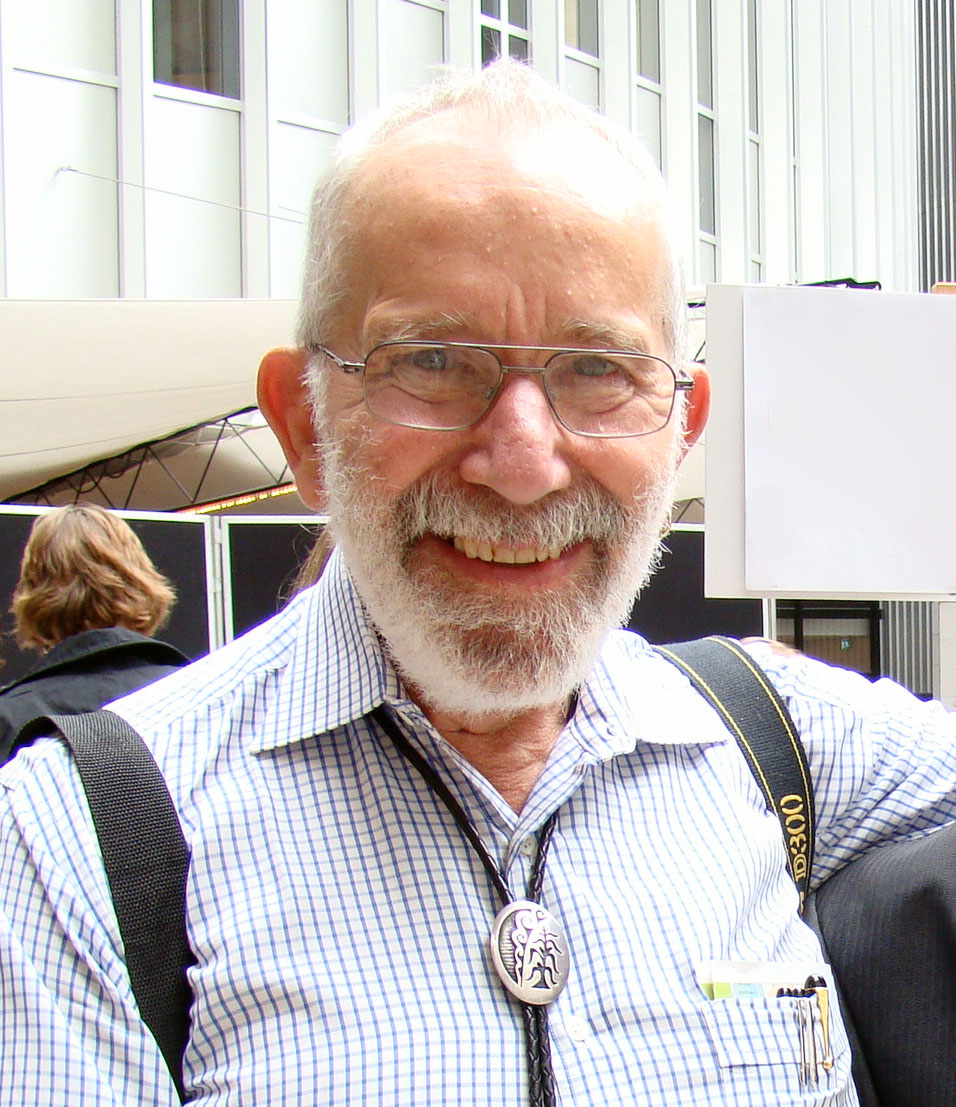
Robin Warren, 2009.

Robin är ett engelskt smeknamn för Robert som betyder 'den ärorike'. Det har använts som dopnamn i Sverige sedan slutet av 1800-talet. På engelska betyder robin även rödhake, men den betydelsen är inte personnamnets ursprung. I Sverige förekommer även stavningsvarianterna Robbin och Robyn. 
Namnet används både som mansnamn och som kvinnonamn. I Sverige är det vanligast som mansnamn, men i till exempel USA är namnet tre gånger så vanligt som flicknamn än som pojknamn. Förklaringen till populariteten som mansnamn i Sverige kan delvis förklaras med den extrema modevågen namnet hade i slutet av 1980-talet kopplat till Björn Borgs son Robin. 1989 och 1990 var det över 2 000 pojkar per år som fick namnet och det låg som högst 2:a på namntoppen. 
Robine är en feminin version av Robin i Frankrike. 
| Förekomst i Sverige 2017 | Förekomst i Sverige 2017                         | Förekomst i Sverige 2017                         | Förekomst i Sverige 2017                         | Förekomst i Sverige 2017                         |
| Stavning                 | Män                                              | Varav tilltalsnamn                               | Kvinnor                                          | Varav tilltalsnamn                               |
| ------------------------ | ------------------------------------------------ | ------------------------------------------------ | ------------------------------------------------ | ------------------------------------------------ |
| Robin                    | 29 089                                           | 22 599                                           | 365                                              | 169                                              |
| Robbin                   | 518                                              | 351                                              | 4                                                | 1                                                |
| Robyn                    | 18                                               | 13                                               | 193                                              | 101                                              |
| Summa                    | 29 625                                           | 22 963                                           | 562                                              | 271                                              |
| Totalt:                  | 30 187 bärare av namnet i någon stavningsvariant | 30 187 bärare av namnet i någon stavningsvariant | 30 187 bärare av namnet i någon stavningsvariant | 30 187 bärare av namnet i någon stavningsvariant |
| Källa: SCB               |                                                  |                                                  |                                                  |                                                  |

Namnsdag i Sverige: 7 juni. I den finlandssvenska namnsdagslängden har Robin namnsdag 7 juni sedan 1995.
Robin är även ett efternamn.

## Kända personer med förnamnet Robin

### Film och TV
- Robin Atkin Downes, brittisk röstskådespelare
- Robin Givens, amerikansk skådespelerska
- Robin Keller, svensk skådespelare
- Robin Laing, brittisk skådespelare
- Robin Olsson, svensk programledare och TV-producent
- Robin Paulsson, svensk komiker och programledare
- Robin Shou, amerikansk skådespelare och kampsportsutövare
- Robin Stegmar, svensk skådespelare
- Robin Tunney, amerikansk skådespelerska
- Robin Williams, amerikansk skådespelare och komiker
- Robin Wright, amerikansk skådespelerska

### Forskning
- Robin George Collingwood, brittisk filosof
- Robin Farquharson, brittisk akademiker
- Robin Fåhræus, svensk medicine professor och patolog
- Robin Hahnel, amerikansk ekonom
- Robin Hanson, amerikansk ekonom
- Robin Hägg, svensk antikforskare
- Robin Lane Fox, brittisk historiker
- Robin Warren, australisk fysiolog och vinnare av Nobelpriset i medicin 2005 (med Barry Marshall)

### Musik och dans
- Robin Abrahamsson, svensk låtskrivare och musiker
- Robin Antin, amerikansk koreograf
- Robin Bailey, brittisk-svensk dansbandsmusiker
- Robin Bengtsson, svensk artist och vinnare av Melodifestivalen 2017
- Robyn, född Robin Miriam Carlsson, svensk skivartist
- Robin Cochrane, svensk musiker
- Robin Finck, amerikansk gitarrist
- Robin Gibb, australisk musiker
- Robin Goodridge, brittisk musiker
- Robin Guthrie, skotsk musiker
- Robin Juhkental, estnisk sångare
- Robin Lindberg, svensk musikproducent och låtskrivare
- Robin Lynn Macy, amerikansk sångerska och gitarrist
- Robin McKelle, amerikansk jazzsångerska
- Robin Packalen, finländsk popsångare
- Robin Rydqvist, svensk trumpetare
- Robin Sandell, svensk salsadansare
- Robin Sarstedt, brittisk sångare
- Robin Schulz, tysk musikproducent och dj
- Robin Scott, brittisk sångare
- Robin Stjernberg, svensk artist och vinnare av Melodifestivalen 2013
- Robin Sörqvist, svensk gitarrist
- Robin Thicke, amerikansk sångare och låtskrivare
- Robin Trower, brittisk gitarrist

### Politik
- Robin Armstrong, amerikansk politiker
- Robin Cook, brittisk politiker
- Robin Govik, svensk journalist och f.d. politiker
- Robin Hayes, amerikansk politiker

### Sport

#### Fotboll
- Robin Andersson, svensk mittfältare
- Robin Book, svensk mittfältare
- Robin Cederberg, svensk försvarare
- Robin Eliasson Hofsö, svensk anfallare
- Robin Eriksson, svensk anfallare
- Robin Iglicár, svensk mittfältare
- Robin Jacobsson, svensk försvarare
- Robin Jonsson, svensk försvarare
- Robin Malmkvist, svensk målvakt
- Robin Nilsson, svensk mittfältare
- Robin Olsen, svensk målvakt
- Robin van Persie, nederländsk anfallare
- Robin Quaison, svensk mittfältare
- Robbin Sellin, svensk mittfältare
- Robin Simovic, svensk anfallare
- Robin Staaf, svensk anfallare
- Robin Strömberg, svensk mittfältare
- Robin Söder, svensk anfallare
- Robin Tranberg, svensk mittfältare
- Robin Wikman, finsk försvarare
- Robin Östlind, svensk mittfältare

#### Ishockey
- Robin Álvarez, svensk forward
- Robin Dahlstrøm, norsk forward
- Robin Figren, svensk forward
- Robin Gartner, svensk back
- Robin Jacobsson, svensk back
- Robin Jonsson, svensk back
- Robin Kovács, svensk forward
- Robin Lehner, svensk målvakt
- Robin Lindqvist, svensk forward och tränare
- Robin Norell, svensk back
- Robin Olsson (ishockeyspelare, född februari 1989), svensk back
- Robin Olsson (ishockeyspelare, född maj 1989), svensk back
- Robin Persson, svensk back
- Robin Rahm, svensk målvakt
- Robin Sterner, svensk forward

#### Övrig sport
- Robin Alsparr, svensk bandytränare
- Robin Appelqvist, svensk racerförare
- Robin Aspegren, svensk speedwayförare
- Robin Beauregard, amerikansk vattenpolospelare
- Robin Bell, australisk kanotist
- Robin Bergqvist, svensk speedwayförare
- Robin Bryntesson, svensk längdåkare
- Robin Cousins, brittisk konståkare
- Robin Croker, brittisk cyklist
- Robin Duvillard, fransk längdåkare
- Robin Frijns, nederländsk racerförare
- Robin van Galen, nederländsk vattenpolospelare och tränare
- Robin Hollgren, svensk speedwayförare
- Robin Jacobsson, svensk stavhoppare
- Robin Korving, nederländsk häcklöpare
- Robin Lee Graham, amerikansk seglare
- Robin Reid, brittisk boxare
- Robin Rudholm, svensk racerförare
- Robin Sjögren, svensk styrkelyftare
- Robin Szolkowy, tysk konståkare
- Robin Söderling, svensk tennisspelare
- Robin Törnqvist, svensk speedwayförare
- Robin Welsh, skotsk curlingspelare
- Robin Widdows, brittisk bobåkare och racerförare
- Robin Wärn, svensk handbollsspelare
- Robin Z, hopphäst som reds av Peter Eriksson

### Övriga
- Robin Dunster, svensk kommendör i Frälsningsarmén
- Robin Karlsson, svensk maskör
- Robin Lovitt, amerikansk dömd mördare som kunde blivit den 1000:e avrättade i USA
- Robin Trygg, yngste svensk på Mount Everest

## Kända personer med efternamnet Robin
- Charles-Philippe Robin (1821–1885), fransk anatom och biolog
- Jean Robin (1550–1629), fransk apotekare och botaniker
- Jean Robin (1921–2004), fransk fotbollsspelare och -tränare
- Jean Robin (född 1946),  fransk författare och essäist
- Jean Robin (född 1978), fransk journalist och essäist
- Jean-Baptiste Robin (född 1976), fransk organist och kompositör
- Jean-Cyril Robin (född 1969), fransk tävlingscyklist
- Jean-François Robin (född 1943), fransk filmfotograf
- Leo Robin (1900–1984), amerikansk kompositör och sångförfattare
- Marie-Monique Robin (född 1960), fransk journalist
- Marthe Robin (1902–1981), fransk romersk-katolsk mystiker
- Victor Gustave Robin (1855–1897), fransk matematiker

## Fiktiva figurer med namnet Robin
- Robin i Batman
- Robin Hood, legendarisk stråtrövare vars historiska bakgrund är osäker
- Christoffer Robin, pojke vars leksaksbjörn är Nalle Puh i en bok av A. A. Milne
- Robin Scherbatsky, en av huvudkaraktärerna i amerikanska tv-serien How I Met Your Mother, spelad av Cobie Smulders

### Fotnoter
1. ↑  ”Sök på namn - hur många heter ...?”. SCB. https://www.scb.se/hitta-statistik/sverige-i-siffror/namnsok/Search/?nameSearchInput=. Läst 25 maj 2018.
2. ↑  ”Universitetets namnsdagsalmanacka - Universitetets almanacksbyrå”. almanakka.helsinki.fi. Helsingfors universitet. https://almanakka.helsinki.fi/sv/kalender-2025/. Läst 22 februari 2025.